# Katia & Valeria
Katia & Valeria è un duo comico italiano composto da Katia Follesa e Valeria Graci.

## Carriera
Nato artisticamente nel 2001 nel Laboratorio Scaldasole di Milano, il duo, dopo un periodo di gavetta fatta di studi teatrali e laboratori, approda alla televisione nel 2003 nel programma Bigodini in onda su Italia 1, nel 2004 con Colorado Cafè su Italia 1, Sformat su Rai 2 e Comedy Lab su MTV. L'anno successivo, fa parte del cast di Zelig off e Zelig Circus su Canale 5, in versione "collegiali", studentesse indisciplinate che passano il tempo sui banchi di scuola giocando a "nomi cose e città".
Nel 2006 sono la rivelazione di Zelig Circus, nei panni di due stralunate aspiranti Miss Italia. Nel 2007 fanno parte del cast del programma Scherzi a parte, condotto da Claudio Amendola, Valeria Marini e Cristina Chiabotto, come co-conduttrici, su Canale 5. Sempre nel 2007, e nel successivo anno 2008, dimostrano e confermano il successo ottenuto con la parodia del programma di Maria De Filippi, Uomini e donne.
Tra il 2010 e il 2011 intraprendono la tournée teatrale italiana Base per altezza diviso due. Nel 2011, a partire da febbraio, entrano nel cast della nuova edizione di Zelig condotta da Claudio Bisio e Paola Cortellesi. Sempre nel 2011, recitano nel cinepanettone Vacanze di Natale a Cortina insieme a Christian De Sica e Sabrina Ferilli. Nel febbraio del 2012 il duo si scioglie per problemi personali tra il duo comico, rimanendo restie nel dichiarare un ritorno nel corso dei dieci anni, prendendo due carriere artistiche distinte nel teatro e televisione.
Il duo si riunisce unicamente due volte nel corso degli anni successivi partecipando a due programmi: il 23 maggio 2017 a Bring The Noise mentre il 23 febbraio 2022 a Michelle Impossible.
Nel 2024 viene annunciata la reunion del duo con un tour teatrale Ma non dovevamo non vederci più?  che inizierà nell’autunno dello stesso anno sino alla primavera del 2025.

## Programmi televisivi
- MTV Comedy Lab (MTV, 2004)
- Colorado Cafè (Italia 1, 2004)
- Sformat (Rai 2, 2004)
- Zelig Off (Canale 5, 2005)
- Zelig (Canale 5, 2005-2011)
- Sputnik (Italia 1, 2007)
- Scherzi a parte (Canale 5, 2007)

## Filmografia
- Vacanze di Natale a Cortina (regia di Neri Parenti, 2011)

## Teatro
- Base per altezza diviso due di Valeria Graci, Katia Follesa (2010-2011)
- Ma non dovevamo non vederci più? di Valeria Graci, Katia Follesa (2024-2025)